# Серж Дюкосте
Серж Дюкосте (фр. Serge Ducosté; 4 лютого 1944 — 5 липня 2024) — гаїтянський футболіст, виступав на позиції захисника.

## Клубна кар'єра
На клубному рівні виступав на батьківщині. З 1973 по 1975 рік захищав кольори клубу «Іглі Нуар».

## Кар'єра в збірній
У складі національної збірної Гаїті виступав у 60-х та 70-х роках XX століття. Учасник кваліфікації чемпіонату світу 1970 року в Мексиці, однак гаїтянці поступилися місцем у фінальній частині цього турніру Сальвадору. У наступній відбірній кампанії збірна Гаїті зуміла вийти до фінальної частини чемпіонату світу.
На Чемпіонат світу 1974 року в ФРН Серж Дюкосте зіграв у поєдинку проти Аргентини, в якому гаїтянці поступилися з рахунком 1:4. Загалом у футболці національної збірної провів 14 матчів.

## Титули і досягнення
- Срібний призер Чемпіонату націй КОНКАКАФ: 1971